# 디서비디언스
《디서비디언스》(영어: Disobedience)는 2017년 제작된 영국, 아일랜드, 미국의 로맨틱 드라마 영화이다. 세바스티안 렐리오가 감독을 맡았으며 리베카 렝키위츠와 공동 각본을 썼다. 나오미 올더먼의 동명 소설이 원작이며, 레즈비언을 소재로 한 영화이다. 2017년 9월 10일 제42회 토론토 국제 영화제에서 전 세계 최초로 상영되었다.

## 줄거리
할라카를 준수하지 않아 노스런던의 전통적인 유대교 공동체에서 쫓겨났던 한 여성이 토라를 가르치는 라브였던 아버지의 죽음 이후 집안으로 돌아와 어릴 적 가장 친했던 동성 친구에게 사랑을 느끼는 과정을 그려낸 파격적이고도 강렬한 영화.

## 출연진
- 레이철 매캐덤스
- 레이철 바이스
- 알레산드로 니볼라
- 앤턴 레서